# Asesinatos de Bowraville

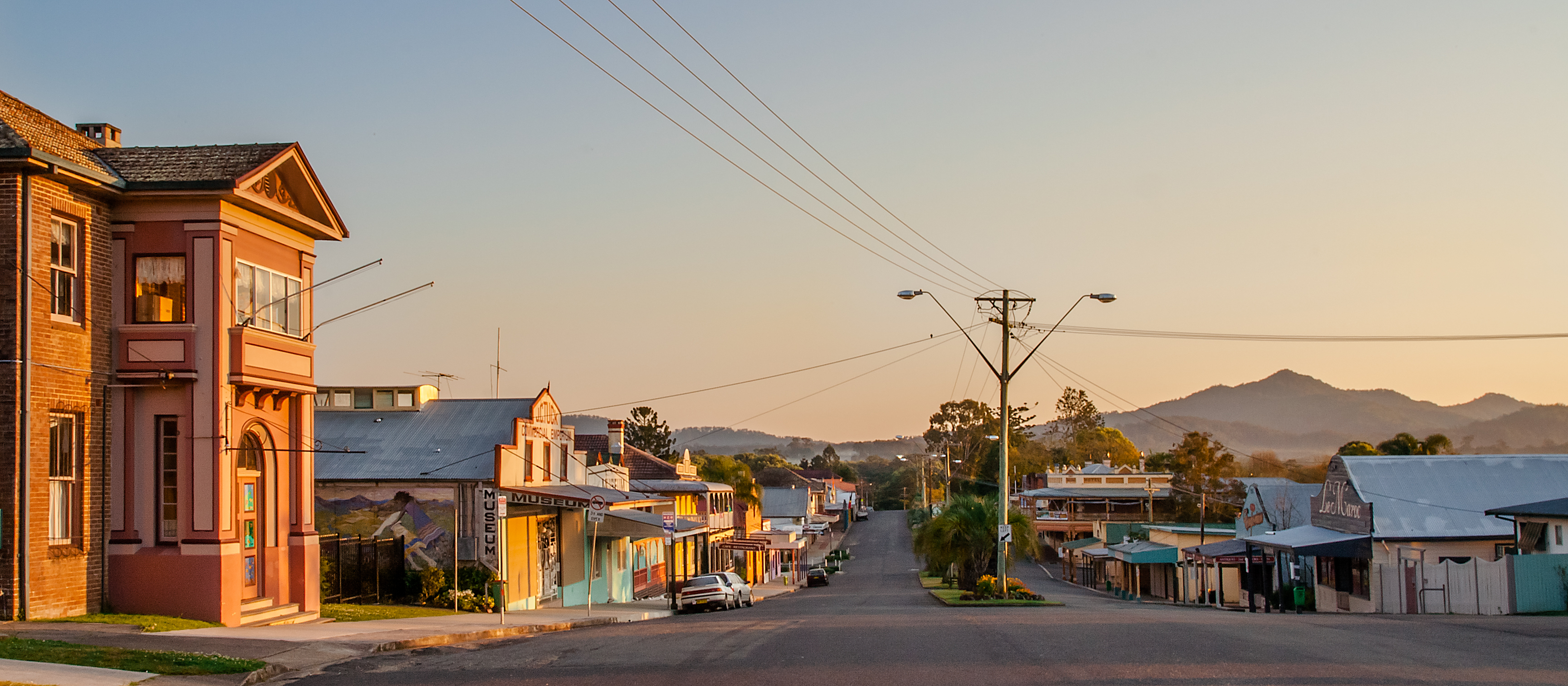
High St., principal avenida de Bowraville.

Los asesinatos de Bowraville hacen referencia a los homicidios ocurridos en un transcurso de cinco meses, desde septiembre de 1990 hasta febrero de 1991, en Bowraville, una pequeña ciudad en el interior de la costa norte de Nueva Gales del Sur (Australia). Las tres víctimas, todas aborígenes, desaparecieron después de fiestas celebradas en la comunidad aborigen en Bowraville, en un área conocida como The Mission. Un trabajador local, considerado por la policía como el principal sospechoso, fue acusado de dos de los asesinatos, pero fue absuelto tras los juicios en 1994 y 2006. El 13 de septiembre de 2018, el Tribunal de Apelaciones Criminales de Nueva Gales del Sur decidió que el hombre no podía ser juzgado nuevamente por los asesinatos. El 22 de marzo de 2019, la Corte Suprema de Australia rechazó una solicitud del fiscal general de Nueva Gales del Sur para presentar una apelación contra esa decisión.

## Víctimas
La primera víctima, de 16 años de edad, se llamaba Colleen Walker. Vivía en Sawtell y se encontraba en el momento de su muerte en Bowraville visitando a unos familiares. Fue vista por última vez viva en una fiesta en la comunidad aborigen de The Mission el 13 de septiembre de 1990, alejándose de un grupo de personas en la fiesta y al día siguiente su familia informó a la policía que estaba desaparecida. A pesar de que la familia creía que le podía haber pasado algo grave, el informe de persona desaparecida no fue tomado en serio por la policía; no se formaron grupos de búsqueda ni se tomaron medidas policiales formales para rastrear el terreno o tomar declaraciones. Su cuerpo no llegó a encontrarse, si bien sí se pudieron hallar varios rastros y restos de la ropa que llevaba el día de su desaparición, junto a las rocas en la ribera del río Nambucca.
El 4 de octubre de 1990, la prima de Walker, Evelyn Greenup, de cuatro años, desapareció después de una fiesta en la casa de su abuela. Su madre la vio por última vez cuando la acostaron en algún momento de la noche. A la mañana siguiente no se hallaba en su cama. Su abuela recordó más tarde haberla escuchado llorar aquella noche, pero no le dio mucha importancia en ese momento. El 27 de abril de 1991, se encontraron sus restos en un grupo de matorrales cerca de Congarinni Road. La autopsia que se le realizó no pudo determinar de manera concluyente la causa de la muerte, pero señaló que una lesión en el cráneo era "consistente con una penetración forzada por un instrumento afilado".
El 31 de enero de 1991, Clinton Speedy-Duroux, de 16 años, desapareció después de una fiesta en The Mission. Lo último que se supo de él es que se quedó con su novia en una caravana Viscount de color amarillo propiedad del sospechoso en las primeras horas del 1 de febrero. El 18 de febrero, sus restos fueron descubiertos en un bosque cerca de Congarinni Road, a unos siete kilómetros de Bowraville. Una funda de almohada de la caravana en el que se le vio por última vez estaba debajo de su ropa.

## Investigación
Los tres asesinatos tenían en común el haber sido perpetrados contra aborígenes australianos, tuvieron lugar en un lapso de tiempo de cinco meses, y todos ocurridos en el área conocida como The Mission. Las autopsias de los dos cuerpos encontrados indicaron que ambos sufrieron un traumatismo en la cabeza. 
El 8 de abril de 1991, un trabajador local de Bowraville de 25 años fue arrestado por el asesinato de Speedy-Duroux. Era conocido en la comunidad aborigen de Bowraville y a menudo asistía a las fiestas en The Mission. El 16 de octubre de 1991, mientras estaba en libertad bajo fianza en espera de juicio, el hombre fue arrestado y acusado del asesinato de Greenup. Ante un caso circunstancial, fue absuelto del asesinato de Speedy-Duroux por un jurado de la Corte Suprema el 18 de febrero de 1994. Después de la absolución, los fiscales no procedieron con el juicio contra él por el asesinato de Greenup.
En 1997, el comisionado de policía de Nueva Gales del Sur, Peter Ryan, creó una fuerza de tarea para continuar la investigación de los asesinatos sin resolver. El 9 de febrero de 2004, el forense John Abernethy reabrió las investigaciones sobre la muerte de Greenup y la sospecha de muerte de Walker. El 10 de septiembre de 2004, recomendó que el hombre fuera acusado nuevamente por el asesinato de Greenup, acción que se llevó a cabo. El juicio se realizó en febrero de 2006. La fiscalía produjo dos supuestas confesiones hechas por él, pero fue absuelto de los cargos apenas un mes después.

### Hechos posteriores
Los asesinatos, y el hecho de que nadie fuese condenado por los crímenes, alarmó y penó a la comunidad aborigen de Bowraville. Después de la absolución en 2006, el ministro de Policía de Nueva Gales del Sur elevó la recompensa a 250.000 dólares australianos por cualquier información que condujera a la condena de las personas responsables de los asesinatos. La recompensa anterior fue de 100.000 dólares australianos, y fue solo por información relacionada con la desaparición de Walker. En 2006, se hicieron cambios a la legislación de doble riesgo en Nueva Gales del Sur, abriendo el camino para el nuevo juicio de cualquier persona absuelta de un delito de cadena perpetua si se descubría "evidencia nueva y convincente". En octubre de 2011, la familia de Walker encontró huesos en matorrales cerca de Macksville (Nueva Gales del Sur), pero las pruebas forenses indicaron que eran restos animales.

### Aplicación de un nuevo proceso
En 2016, el inspector de detectives que lideró la investigación presentó una solicitud al fiscal general de Nueva Gales del Sur para solicitar un nuevo juicio basado en nuevas pruebas. En el mismo mes, el sospechoso dijo que no se oponía necesariamente a un nuevo juicio. En mayo hubo una marcha de protesta por parte de las familias de las víctimas y sus partidarios pidiendo un cambio legislativo en el edificio del Consejo Legislativo de Nueva Gales del Sur.
El 9 de febrero de 2017, la policía presentó un cargo de asesinato contra el sospechoso, y el fiscal general del Estado de Nueva Gales del Sur solicitó un nuevo juicio ante el Tribunal de Apelación Criminal del Estado. La solicitud del fiscal general fue escuchada por el Tribunal de Apelaciones Criminales el 29 de noviembre de 2017. El fiscal necesitaba identificar pruebas "nuevas y convincentes" para anular las absoluciones del hombre y obtener una orden para un nuevo juicio. El 13 de septiembre de 2018, el tribunal desestimó la solicitud y concluyó que ninguna de las pruebas era "fresca y convincente" y que, por lo tanto, no podía ser juzgado nuevamente por los asesinatos.
El 22 de marzo de 2019, el Tribunal Superior de Australia rechazó una solicitud del fiscal general para un permiso especial para apelar contra la decisión del Tribunal de Apelaciones en lo Penal, concluyendo que no había razón para dudar de la exactitud de esa decisión.